# Wickr
Wickr (wymowa ang. „wicker”) – komunikator internetowy dystrybuowany jako otwarte oprogramowanie na iPhone i telefony z systemem Android. Wickr pozwala użytkownikom na wymianę samo-niszczących się i zabezpieczonych szyfrowaniem typu end-to-end wiadomości, włączając w to zdjęcia i załączniki plików.
Samo-niszcząca się część oprogramowania jest zaprojektowana do używania „Bezpiecznej Niszczarki Plików” (ang. Secure File Shredder) co, jak twierdzi firma „bezpiecznie wymazuje niechciane pliki, które usunąłeś ze swojego urządzenia”. Jakkolwiek firma używa zamkniętych algorytmów do zarządzania danymi, praktyki która jest narażona na błędy, co podkreśla wielu ekspertów bezpieczeństwa. 15 stycznia 2014 roku firma Wickr ogłosiła, że oferuje 100 tys. dolarów nagrody dla tych, którzy odnajdują słabości w zabezpieczeniach, które w sposób wyraźny dotykają użytkowników. W dodatku odbiorca nagrody może używać innego oprogramowania i technik, takich jak możliwość wykonywania zrzutów ekranów albo oddzielnej kamery żeby robić niezmienne kopie zawartości.
W związku z odkryciem programu inwigilacji, takich jak PRISM podobne firmy produkujące aplikacje jak Silent Circle i Lavabit zaprojektowane przez pionierów prywatności w Internecie zadecydowały zawiesić swoją działalność aniżeli miałyby narażać swoich użytkowników na ryzyko śledzenia zlecanego przez rząd.